# E-learning

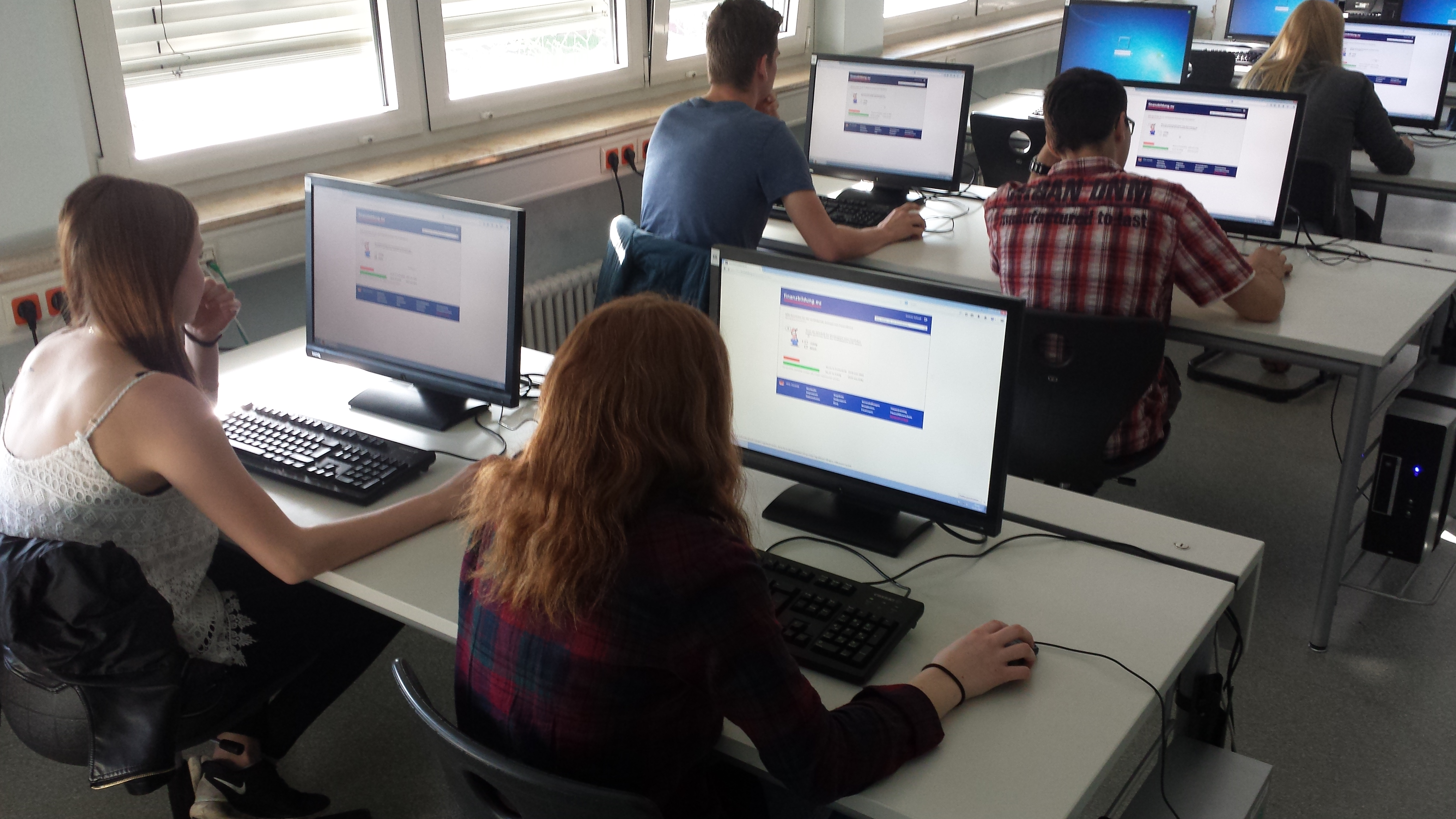
A diákok online vizsgafeladatokon dolgoznak egy számítógépes laborban (2015)

Az e-learning olyan, számítógépes hálózaton elérhető képzési forma, amely a tanítási-tanulási folyamatot hatékony, optimális ismeretátadási, tanulási módszerek birtokában megszervezve mind a tananyagot és a tanulói forrásokat, mind a tutor-tanuló kommunikációt, mind pedig az interaktív számítógépes oktatószoftvert egységes keretrendszerbe foglalva hozzáférhetővé teszi a tanuló számára.
E-learningnek nevezhető minden olyan tanítási és tanulási forma, amiben a tananyag feldolgozásához, bemutatásához: a szemléltetéshez vagy akár a kommunikációhoz digitális médiumokat (például DVD, CD-ROM, Internet) használunk. Az e-learning szinonimájaként az online tanulás, távtanulás, számítógéppel támogatott tanulás (Computer Based Training), multimédia alapú tanulás stb. kifejezések is használatosak.
Az e-learning egyik magyar megnevezése az e-tanulás, de értelmezhető e-tanításként is.
Az e-learning rendszerek nagy előnye, hogy az oktatási rendszer részeire nem korlátozódnak, így nagyon sokszínűen használhatóak a közoktatásban, felsőoktatásban, szakképzések és bármely más oktatáshoz kapcsolódó területen.

## E-learning rendszerek

### LMS - Learning Management System
Képzésmenedzsment-rendszer, vagy másképpen keretrendszer.
Olyan, web-alapú rendszerek, melyekkel a tananyagok, segédanyagok és bármilyen, az oktatáshoz köthető "objektumok" rendszerezésre, tárolásra kerülhetnek.

Objektum alatt érthetünk többek között kurzusokat, tanköröket, teszteket, kérdőíveket, naptárbejegyzéseket, jegyzeteket stb.

### LCMS - Learning Content Management System
Tartalom- (tananyag-) menedzsment-rendszer.

## E-learning 2.0
Az e-learning 2.0 tanulóközpontú, irregulárisan szerveződő tanulási forma, mely a tanuló autonómiáján és spontán tudáscserén alapulva már nem hierarchikus, hanem sokirányú, decentralizált, sokcsatornás; a kollaboratív tanulásra ösztönözve kibontakoztatja a tanulói kreativitást.
Az e-learning-definíció bírálata a hagyományos pedagógiai értékeket illetően különösen hangsúlyos pontokat érint:
- újragondolandó „a tanítási-tanulási folyamat” megszervezésének a kérdésköre,
- a tananyag egységes keretrendszerbe foglalása,
- valamint a tananyagnak a tanuló számára hozzáférhetővé tétele, ill. kizárólagossága.

Azt kell látnunk, mint ahogy a Web 2.0 sem elsősorban technológiai, hanem szemléletbeli változást jelent, ugyanez igaz az eLearning 2.0-ra is.

## Az e-learning típusai
Az e-learning rendszereknek két fő típusa különíthető el, a szinkron és az aszinkron képzés. A szinkron képzés során egy időben van jelen a tanulási/tanítási folyamatban a tanár és a tanuló, ami lehetővé teszi, hogy a hallgató azonnal kérdést tegyen fel az oktatónak. Hátránya azonban az, hogy időben kötött.
Az aszinkron képzés ezzel ellentétben azt az e-learning képzési formát jelenti, amikor a tanár és a tanuló időben és térben is teljesen elkülönül, tehát a hallgató önállóan és egyedül tanul.